# 손수건을 꺼내라
《손수건을 꺼내라》(Preparez Vos Mouchoirs, Get Out Your Handkerchiefs)는 프랑스에서 제작된 베르뜨랑 블리에 감독의 1978년 범죄, 드라마, 멜로/로맨스 영화이다. 제라르 드빠르디유 등이 주연으로 출연하였고 폴 클로돈 등이 제작에 참여하였다.
이 영화는 아카데미 외국어 영화상 수상작이다.

## 출연

### 주연
- 제라르 드빠르디유
- 캐롤 로

### 조연
- 파트릭 드베르
- 미셸 세로
- 엘레오노르 이르
- 장 루게리
- 실비 졸리

## 기타
- 의상: 미셀 세프